# Порт-д’Отёй (станция метро)
Порт-д'Отёй (фр. Porte d'Auteuil) — станция линии 10 Парижского метрополитена, расположенная в XVI округе Парижа на одностороннем (движение в сторону Булони) участке линии 10. Названа по одноимённой площади, получившей своё название в честь бывшей заставы 
стены Тьера.

## История
- Станция открылась 30 сентября 1913 года в составе участка Шарль Мишель — Порт д'Отёй, входившего тогда в состав линии 8[2]. 27 июля 1937 года, в результате реорганизации линий метро на левом берегу Парижа, станция вошла в состав линии 10[3].
- До 3 октября 1980 года станция официально считалась конечной на линии, хотя она и располагалась на участке с петлевым движением (в южной горловине поезда поворачивали налево и через станцию Мишель-Анж — Молитор следовали обратно[4][5]. 3 октября 1980 года открылась станция Булонь — Жан-Жорес, в результате чего поезда стали поворачивать направо и следовать далее в пригород Парижа. В настоящее время для транзитного движения поездов на станции используется преимущественно крайний западный из трёх путей, остальные используются для отстоя составов.
- Пассажиропоток по станции по входу в 2011 году, по данным RATP, составил 721 009 человек[6]. В 2013 году этот показатель снизился до 687 237 пассажиров (295 место по уровню входного пассажиропотока в Парижском метро)[7]

## Достопримечательности
В пешей доступности от станции расположен ряд спортивных объектов, в том числе и всемирно известных: стадион Парк де Пренс, являющийся домашней ареной футбольного клуба ПСЖ, теннисный корт Ролан Гаррос, стадион Жан-Буан и ипподром Отёй.

## Путевое развитие
Перед станцией (при прибытии со стороны станции Мишель-Анж — Отёй) расположены два съезда и разветвление двух путей на три. К югу от станции каждый из трёх путей (после двух пошёрстных и противошёрстных съездов) расходится в разном направлении: крайний западный путь поворачивает в сторону Булони, средний — в ателье д'Отёй и к недостроенной станции Порт-Молитор, через которую технологически возможен выезд на линию 9, а крайний восточный поворачивает к станции Мишель-Анж — Молитор.

## Галерея

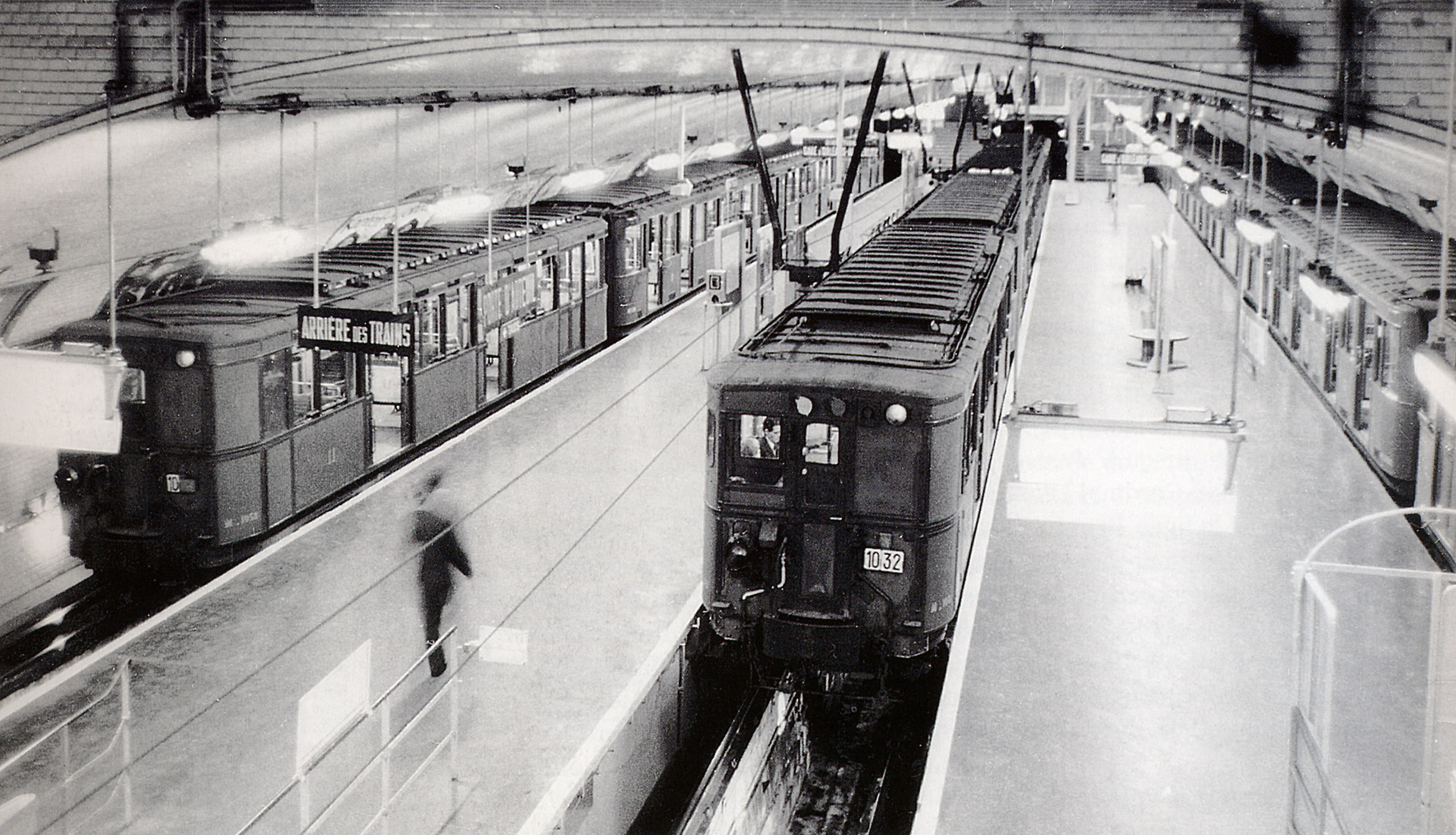
Станция в 1970 году
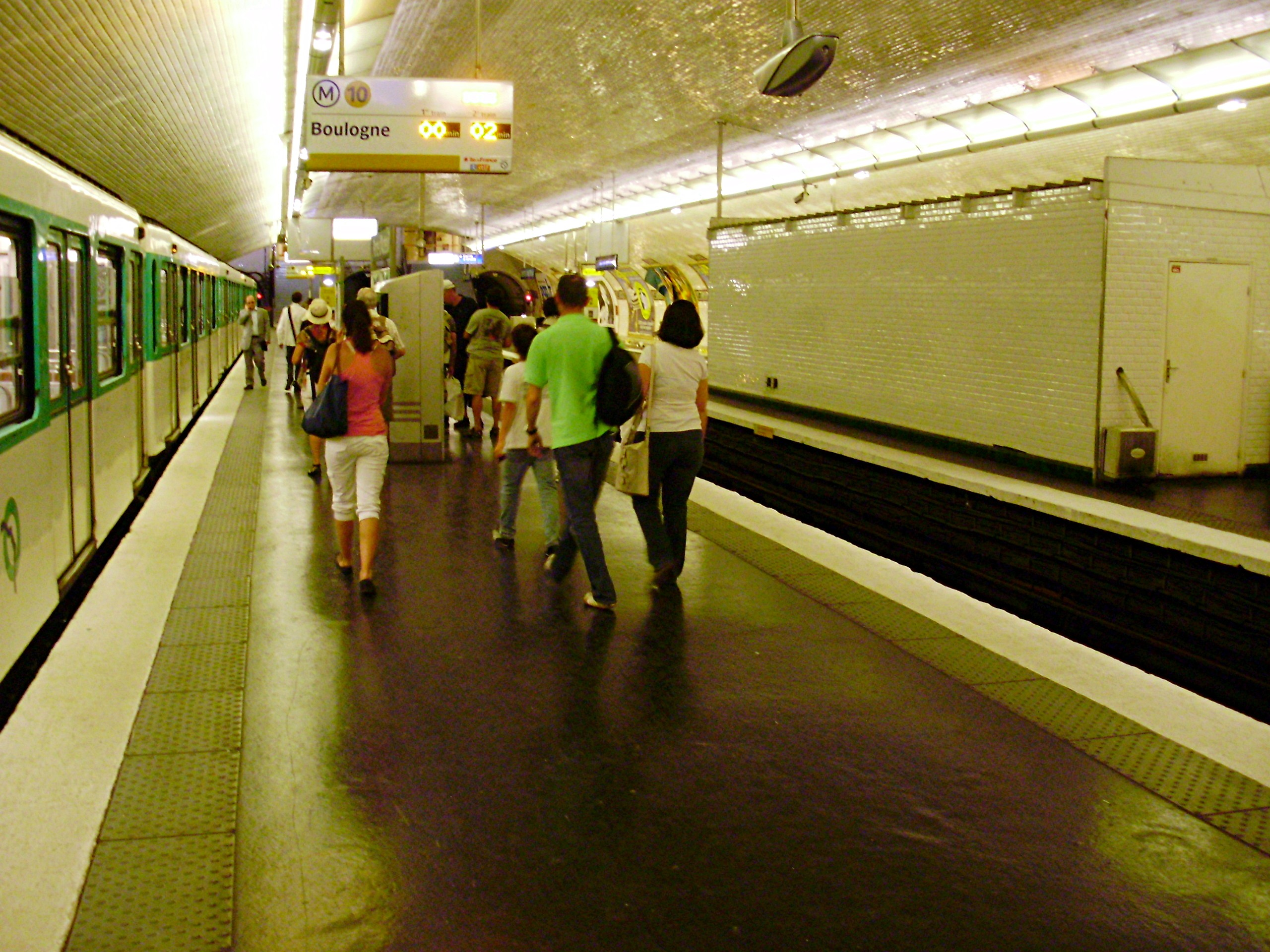
Платформа (состав слева следует в ателье д'Отёй
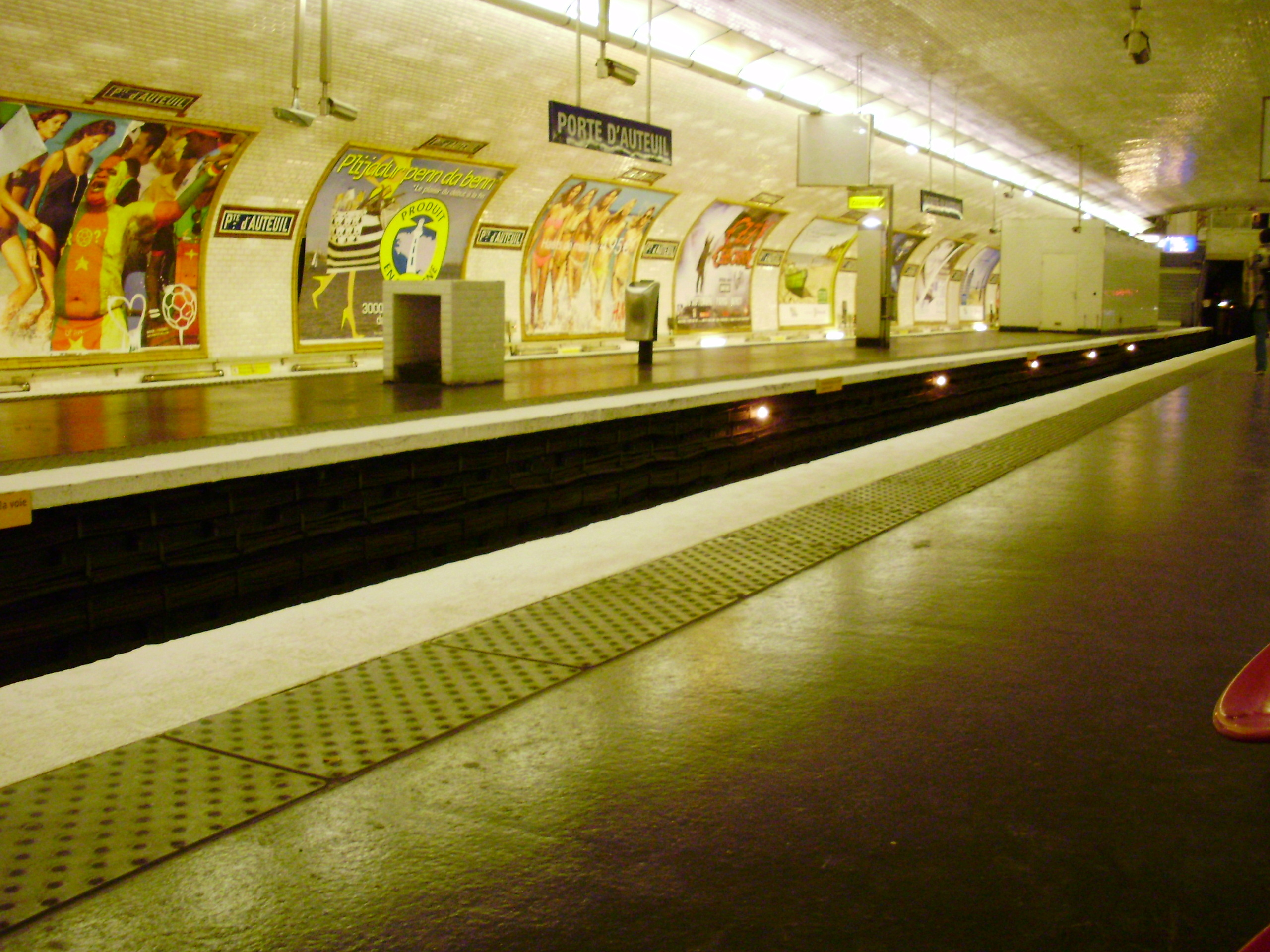
Платформа (посадка на поезда в сторону Булони)